# Città dell'Uruguay
Questa pagina contiene una lista di città dell'Uruguay. 

## Lista
L'anno indica quello di acquisizione dello status di città (ciudad), non quello di fondazione della città stessa. Dopo l'anno di acquisizione dello status è sconosciuto viene indicato tra parentesi l'anno di fondazione. L'asterisco indica che la città era declassata a paese (villa).
| Pos. | Città                   | Anno   | Popolazione         | Popolazione         | Popolazione         | Popolazione | Dipartimento   |
| Pos. | Città                   | Anno   | 1985                | 1996                | 2004                | 2011        | Dipartimento   |
| ---- | ----------------------- | ------ | ------------------- | ------------------- | ------------------- | ----------- | -------------- |
| 1    | Montevideo              | (1724) | 1.251.647           | 1.303.182           | 1.269.648           | 1.319.108   | Montevideo     |
| 2    | Salto                   | 1863   | 80.823              | 93.117              | 99.072              | 104.028     | Salto          |
| 3    | Ciudad de la Costa      | 1994   | 34,483              | 66.596              | 83.399              | 95.176*     | Canelones      |
| 4    | Paysandú                | 1863   | 76.191              | 74.568              | 73.272              | 76.412      | Paysandú       |
| 5    | Las Piedras             | 1925   | 58.288              | 66.584              | 69.222              | 71.258      | Canelones      |
| 6    | Rivera                  | 1912   | 57.316              | 62.859              | 64.426              | 64.465      | Rivera         |
| 7    | Maldonado               | (1755) | 33.536              | 48.936              | 54.603              | 62.590      | Maldonado      |
| 8    | Tacuarembó              | 1912   | 40.413              | 45.891              | 51.224              | 54.755      | Tacuarembó     |
| 9    | Melo                    | 1895   | 42.615              | 46.883              | 50.578              | 51.830      | Cerro Largo    |
| 10   | Mercedes                | 1857   | 36,702              | 39,320              | 42,032              | 41,974      | Soriano        |
| 11   | Artigas                 | 1915   | 35.119              | 40.244              | 41.687              | 40.658      | Artigas        |
| 12   | Minas                   | 1888   | 34.661              | 37.146              | 37.925              | 38.446      | Lavalleja      |
| 13   | San José de Mayo        | 1856   | 31.827              | 34.552              | 36.339              | 36.743      | San José       |
| 14   | Durazno                 | 1906   | 27.835              | 30.607              | 33.576              | 34.368      | Durazno        |
| 15   | Florida                 | 1894   | 28.445              | 31.594              | 32.128              | 33.639      | Florida        |
| 16   | Barros Blancos          | 2006   | 10.585              | 13.464              | 13.553              | 31.650      | Canelones      |
| 17   | Ciudad del Plata        | 2006   | 35.588 (stima 2009) | 35.588 (stima 2009) | 35.588 (stima 2009) | 31.145      | San José       |
| 18   | San Carlos              | 1929   | 19.878              | 24.030              | 24.771              | 27.471      | Maldonado      |
| 19   | Colonia del Sacramento  | 1809*  | 19.101              | 22.200              | 21.714              | 26.213      | Colonia        |
| 20   | Pando                   | 1920   | 19.797              | 23.384              | 24.004              | 25.947      | Canelones      |
| 21   | Treinta y Tres          | 1915   | 28.117              | 26.390              | 25.711              | 25.477      | Treinta y Tres |
| 22   | Rocha                   | 1894   | 24.015              | 26.017              | 25.538              | 25.422      | Rocha          |
| 23   | Fray Bentos             | 1900   | 20.135              | 21.959              | 23.122              | 22.406      | Río Negro      |
| 24   | Trinidad                | 1903   | 18.372              | 20.031              | 20.982              | 21.429      | Flores         |
| 25   | La Paz                  | 1957   | 16.209              | 19.547              | 19.832              | 20.524      | Canelones      |
| 26   | Canelones               | 1916   | 17.325              | 19.388              | 19.631              | 19.865      | Canelones      |
| 27   | Carmelo                 | 1920   | 14.127              | 16.658              | 16.866              | 18.041      | Colonia        |
| 28   | Dolores                 | 1923   | 12.914              | 14.784              | 15.753              | 17.174      | Soriano        |
| 29   | Young                   | 1963   | 12.249              | 14.567              | 15.759              | 16.756      | Río Negro      |
| 30   | Santa Lucía             | 1925   | 14.951              | 16.764              | 16.425              | 16.742      | Canelones      |
| 31   | Progreso                | 1981   | 11.244              | 14.471              | 15.775              | 16.244      | Canelones      |
| 32   | Paso de Carrasco        | 1973   | 10.278              | 12.174              | 15.028              | 15.908      | Canelones      |
| 33   | Río Branco              | 1953   | 9.035               | 12.215              | 13.456              | 14.604      | Cerro Largo    |
| 34   | Paso de los Toros       | 1953   | 12.826              | 13.315              | 13.231              | 12.985      | Tacuarembó     |
| 35   | Juan Lacaze             | 1953   | 12.574              | 12.988              | 13.196              | 12.816      | Colonia        |
| 36   | Bella Unión             | 1963   | 12.238              | 13.537              | 13.187              | 12.200      | Artigas        |
| 37   | Nueva Helvecia          | 1952   | 8.768               | 9.650               | 10.002              | 10.630      | Colonia        |
| 38   | Libertad                | 1963   | 7.032               | 8.353               | 9.196               | 10.166      | San José       |
| 39   | Rosario                 | 1920   | 8.879               | 9.428               | 9.311               | 10.085      | Colonia        |
| 40   | Nueva Palmira           | 1953   | 7.151               | 8.339               | 9.230               | 9.857       | Colonia        |
| 41   | Chuy                    | 1981   | 8.257               | 9.804               | 10.401              | 9.675       | Rocha          |
| 42   | Punta del Este          | 1957   | 6.731               | 8.294               | 7.298               | 9.277       | Maldonado      |
| 43   | Piriápolis              | 1960   | 5.878               | 7.570               | 7.899               | 8.830       | Maldonado      |
| 44   | Salinas                 | 1982   | 2.523               | 5.279               | 6.574               | 8.626       | Canelones      |
| 45   | Parque del Plata        | 1969   | 3.229               | 4.993               | 5.900               | 7.896       | Canelones      |
| 46   | Lascano                 | 1952   | 7.152               | 7.134               | 6.994               | 7.645       | Rocha          |
| 47   | Castillos               | 1952   | 6.836               | 7.346               | 7.649               | 7.541       | Rocha          |
| 48   | Tranqueras              | 1994   | 4.862               | 5.967               | 7.284               | 7.235       | Rivera         |
| 49   | Sarandí del Yí          | 1956   | 5.910               | 6.662               | 7.289               | 7.176       | Durazno        |
| 50   | San Ramón               | 1953   | 7.001               | 6.828               | 6.992               | 7.133       | Canelones      |
| 51   | Tarariras               | 1969   | 5.535               | 6.174               | 6.070               | 6.632       | Colonia        |
| 52   | Pan de Azúcar           | 1961   | 5.513               | 6.532               | 7.098               | 6.597       | Maldonado      |
| 53   | Sauce                   | 1973   | 4.294               | 4.932               | 5.797               | 6.132       | Canelones      |
| 54   | Sarandí Grande          | 1956   | 5.379               | 5.635               | 6.362               | 6.130       | Florida        |
| 55   | Atlántida               | 1967   | 2.764               | 3.989               | 4.580               | 5.562       | Canelones      |
| 56   | José Pedro Varela       | 1967   | 4.077               | 4.983               | 5.332               | 5.118       | Lavalleja      |
| 57   | Tala                    | 1960   | 4.197               | 4.720               | 4.939               | 5.089       | Canelones      |
| 58   | Guichón                 | 1964   | 4.284               | 4.826               | 5.025               | 5.039       | Paysandú       |
| 59   | Cardona                 | 1963   | 3.822               | 4.579               | 4.689               | 4.600       | Soriano        |
| 60   | San Jacinto             | 1976   | 2.795               | 3.596               | 3.909               | 4.510       | Canelones      |
| 61   | Toledo                  | 1995   | 3.321               | 3.487               | 4.028               | 4.397       | Canelones      |
| 62   | Vergara                 | 1994   | 3.379               | 3.983               | 3.985               | 3.810       | Treinta y Tres |
| 63   | Santa Rosa              | 1972   | 2.808               | 3.263               | 3.660               | 3.727       | Canelones      |
| 64   | Florencio Sánchez       | 1995   | 2.562               | 3.038               | 3.526               | 3.716       | Colonia        |
| 65   | La Paloma               | 1982   | 2.235               | 3.084               | 3.202               | 3.495       | Rocha          |
| 66   | San Gregorio de Polanco | 1994   | 2.856               | 3.101               | 3.673               | 3.415       | Tacuarembó     |
| 67   | Ombúes de Lavalle       | 1984   | 3.024               | 3.189               | 3.451               | 3.390       | Colonia        |
| 68   | Colonia Valdense        | 1982   | 2.409               | 2.876               | 3.087               | 3.235       | Colonia        |
| 69   | Cerrillos               | 1971   | 1.763               | 1.916               | 2.080               | 2.508       | Canelones      |
| 70   | Aiguá                   | 1956   | 2.362               | 2.567               | 2.676               | 2.465       | Maldonado      |
| 71   | Migues                  | 1970   | 2.079               | 2.004               | 2.180               | 2.109       | Canelones      |
| 72   | Dr. Francisco Soca      | 1971   | 1.667               | 1.764               | 1.742               | 1.797       | Canelones      |

## Fonti
Fonte: Instituto Nacional de Estadística de Uruguay